# Mistrzostwa Świata w Lekkoatletyce 1987 – bieg na 800 m mężczyzn

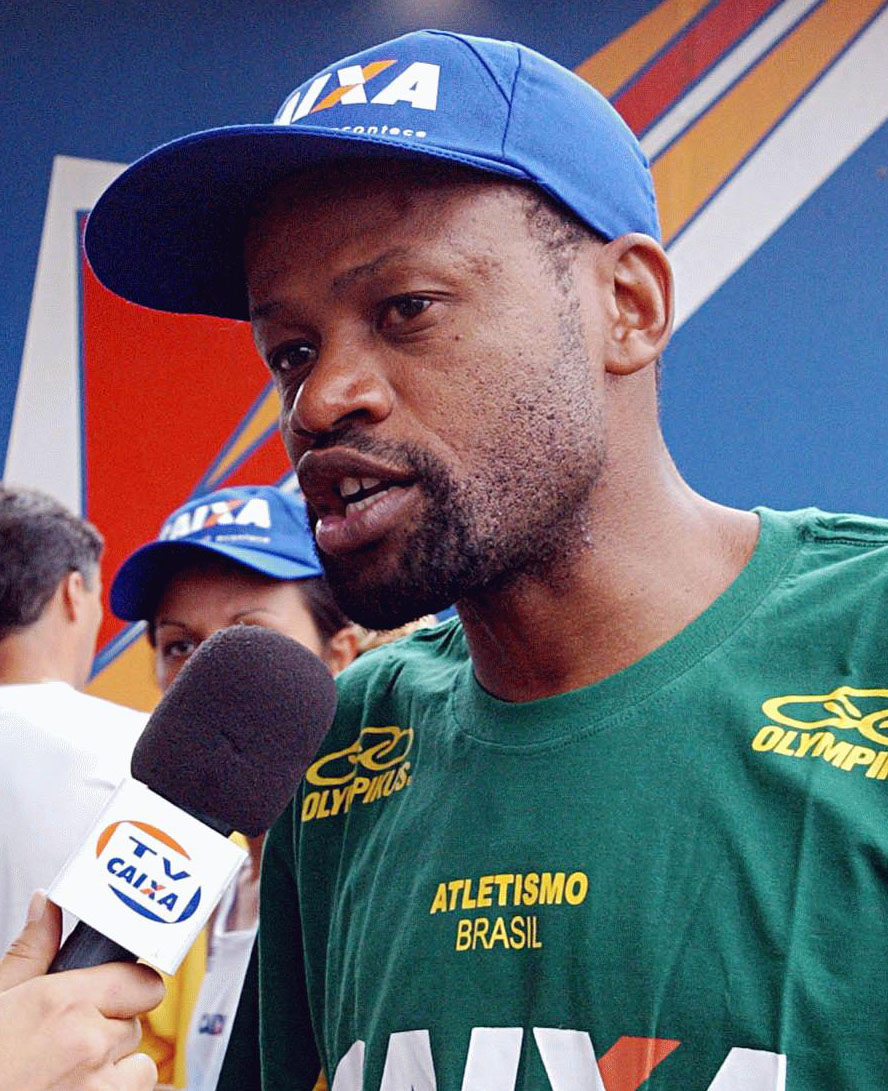
Brązowy medalista José Luíz Barbosa

Bieg na 800 metrów mężczyzn – jedna z konkurencji biegowych rozgrywanych podczas lekkoatletycznych mistrzostw świata w 1987 na Stadionie Olimpijskim w Rzymie.
Zwycięzcą został Billy Konchellah z Kenii. Tytułu zdobytego na poprzednich mistrzostwach nie bronił Willi Wülbeck z Republiki Federalnej Niemiec.

## Terminarz
| Data        |              |
| ----------- | ------------ |
| 29 sierpnia | Eliminacje   |
| 30 sierpnia | Ćwierćfinały |
| 31 sierpnia | Półfinały    |
| 1 września  | Finał        |

## Rekordy
|                          | Zawodnik      | Wynik   | Miejsce   | Data                 |
| ------------------------ | ------------- | ------- | --------- | -------------------- |
| Rekord świata            | Sebastian Coe | 1:41,73 | Florencja | 10 czerwca 1981(dts) |
| Rekord mistrzostw świata | Willi Wülbeck | 1:43,65 | Helsinki  | 9 sierpnia 1983(dts) |

## Wyniki

### Eliminacje
Rozegrano 6 biegów eliminacyjnych. Z każdego biegu czterech najlepszych zawodników automatycznie awansowało do ćwierćfinałów (Q). Skład ćwierćfinalistów miało uzupełnić ośmiu najszybszych biegaczy spoza pierwszej czwórki ze wszystkich biegów eliminacyjnych, jednak ponieważ ósmy i dziewiąty zawodnik uzyskali dokładnie taki sam czas, do ćwierćfinałów dopuszczono w sumie 33 biegaczy (q).

#### Bieg 1
| Poz. | Imię i nazwisko   | Narodowość | Wynik   | Uwagi |
| ---- | ----------------- | ---------- | ------- | ----- |
| 1    | Faouzi Lahbi      | Maroko     | 1:46,07 | Q     |
| 2    | Dieudonné Kwizera | Burundi    | 1:46,27 | Q     |
| 3    | Andriej Sudnik    | ZSRR       | 1:46,29 | Q     |
| 4    | José Luíz Barbosa | Brazylia   | 1:46,31 | Q     |
| 5    | Ibrahim Okash     | Somalia    | 1:46,61 | q     |
| 6    | Chern Srichudanu  | Tajlandia  | 1:50,37 |       |
| 7    | Rob Druppers      | Holandia   | 1:50,58 |       |
| 8    | Semi Vuetibau     | Fidżi      | 1:58,58 |       |

#### Bieg 2
| Poz. | Imię i nazwisko   | Narodowość        | Wynik   | Uwagi |
| ---- | ----------------- | ----------------- | ------- | ----- |
| 1    | Johnny Gray       | Stany Zjednoczone | 1:46,53 | Q     |
| 2    | Peter Elliott     | Wielka Brytania   | 1:46,63 | Q     |
| 3    | Stephen Ole Marai | Kenia             | 1:46,91 | Q     |
| 4    | Robin van Helden  | Holandia          | 1:46,98 | Q     |
| 5    | Luc Bernaert      | Belgia            | 1:47,47 | q     |
| 6    | Pablo Squella     | Chile             | 1:47,48 | q     |
| 7    | Manlio Molinari   | San Marino        | 1:53,41 |       |

#### Bieg 3
| Poz. | Imię i nazwisko        | Narodowość | Wynik   | Uwagi |
| ---- | ---------------------- | ---------- | ------- | ----- |
| 1    | Billy Konchellah       | Kenia      | 1:47,98 | Q     |
| 2    | Moussa Fall            | Senegal    | 1:48,01 | Q     |
| 3    | Ryszard Ostrowski      | Polska     | 1:48,07 | Q     |
| 4    | Álvaro Silva           | Portugalia | 1:48,19 | Q     |
| 5    | Gert Kilbert           | Szwajcaria | 1:48,48 | q     |
| 6    | Luis Migueles          | Argentyna  | 1:49,52 |       |
| –    | Agberto Guimarães      | Brazylia   | DNS     |       |
| –    | Mohamed Hossain Milzer | Bangladesz | DNS     |       |

#### Bieg 4
| Poz. | Imię i nazwisko  | Narodowość        | Wynik   | Uwagi |
| ---- | ---------------- | ----------------- | ------- | ----- |
| 1    | Philippe Collard | Francja           | 1:47,44 | Q     |
| 2    | Stanley Redwine  | Stany Zjednoczone | 1:47,64 | Q     |
| 3    | Tom McKean       | Wielka Brytania   | 1:47,71 | Q     |
| 4    | Ari Suhonen      | Finlandia         | 1:47,81 | Q     |
| 5    | Luis Toledo      | Meksyk            | 1:48,05 | q     |
| 6    | Ismael Youssef   | Katar             | 1:48,73 | q     |
| 7    | John Chappory    | Gibraltar         | 1:54,32 |       |

#### Bieg 5
| Poz. | Imię i nazwisko     | Narodowość        | Wynik   | Uwagi |
| ---- | ------------------- | ----------------- | ------- | ----- |
| 1    | Peter Braun         | RFN               | 1:47,96 | Q     |
| 2    | Tony Morrell        | Wielka Brytania   | 1:48,18 | Q     |
| 3    | Martin Enholm       | Szwecja           | 1:48,63 | Q     |
| 4    | David Mack          | Stany Zjednoczone | 1:49,47 | Q     |
| 5    | Augustin Ntamihanga | Rwanda            | 1:50,69 |       |
| 6    | Simon Hoogewerf     | Kanada            | 1:51,13 |       |
| –    | Joaquim Cruz        | Brazylia          | DNS     |       |

#### Bieg 6
| Poz. | Imię i nazwisko   | Narodowość | Wynik   | Uwagi |
| ---- | ----------------- | ---------- | ------- | ----- |
| 1    | Slobodan Popović  | Jugosławia | 1:47,42 | Q     |
| 2    | Babacar Niang     | Senegal    | 1:47,46 | Q     |
| 3    | Edwin Koech       | Kenia      | 1:47,56 | Q     |
| 4    | William Wuycke    | Wenezuela  | 1:47,59 | Q     |
| 5    | Władimir Graudyń  | ZSRR       | 1:47,75 | q     |
| 6    | Getahun Ayana     | Etiopia    | 1:49,22 | q     |
| 7    | Réda Abdenouz     | Algieria   | 1:49,22 | q     |
| –    | Syed Meesaq Rizvi | Pakistan   | DNS     |       |

### Ćwierćfinały
Rozegrano 4 biegi ćwierćfinałowe. Z każdego biegu trzech najlepszych zawodników awansowało do następnej rundy (Q). Skład półfinalistów uzupełniło czterech najszybszych sprinterów spoza pierwszej trójki ze wszystkich biegów ćwierćfinałowych (q).

#### Bieg 1
| Poz. | Imię i nazwisko   | Narodowość        | Wynik   | Uwagi |
| ---- | ----------------- | ----------------- | ------- | ----- |
| 1    | Stephen Ole Marai | Kenia             | 1:45,97 | Q     |
| 2    | Ryszard Ostrowski | Polska            | 1:46,04 | Q     |
| 3    | Faouzi Lahbi      | Maroko            | 1:46,12 | Q     |
| 4    | Stanley Redwine   | Stany Zjednoczone | 1:46,25 |       |
| 5    | William Wuycke    | Wenezuela         | 1:46,38 |       |
| 6    | Robin van Helden  | Holandia          | 1:46,69 |       |
| 7    | Luis Toledo       | Meksyk            | 1:46,88 |       |
| 8    | Réda Abdenouz     | Algieria          | 1:48,96 |       |
| –    | Getahun Ayana     | Etiopia           | DNS     |       |

#### Bieg 2
| Poz. | Imię i nazwisko   | Narodowość        | Wynik   | Uwagi |
| ---- | ----------------- | ----------------- | ------- | ----- |
| 1    | Moussa Fall       | Senegal           | 1:44,74 | Q     |
| 2    | Peter Elliott     | Wielka Brytania   | 1:44,98 | Q     |
| 3    | Dieudonné Kwizera | Burundi           | 1:45,06 | Q     |
| 4    | Slobodan Popović  | Jugosławia        | 1:45,15 | q     |
| 5    | Władimir Graudyń  | ZSRR              | 1:45,19 | q     |
| 6    | Álvaro Silva      | Portugalia        | 1:45,63 | q     |
| 7    | David Mack        | Stany Zjednoczone | 1:45,68 | q     |
| 8    | Edwin Koech       | Kenia             | 1:46,36 |       |

#### Bieg 3
| Poz. | Imię i nazwisko  | Narodowość      | Wynik   | Uwagi |
| ---- | ---------------- | --------------- | ------- | ----- |
| 1    | Billy Konchellah | Kenia           | 1:45,53 | Q     |
| 2    | Philippe Collard | Francja         | 1:45,89 | Q     |
| 3    | Tom McKean       | Wielka Brytania | 1:46,11 | Q     |
| 4    | Andriej Sudnik   | ZSRR            | 1:46,48 |       |
| 5    | Ibrahim Okash    | Somalia         | 1:47,00 |       |
| 6    | Ismael Youssef   | Katar           | 1:49,26 |       |
| –    | Gert Kilbert     | Szwajcaria      | DNF     |       |
| –    | Pablo Squella    | Chile           | DNS     |       |

#### Bieg 4
| Poz. | Imię i nazwisko   | Narodowość        | Wynik   | Uwagi |
| ---- | ----------------- | ----------------- | ------- | ----- |
| 1    | Babacar Niang     | Senegal           | 1:45,87 | Q     |
| 2    | José Luíz Barbosa | Brazylia          | 1:46,07 | Q     |
| 3    | Ari Suhonen       | Finlandia         | 1:46,18 | Q     |
| 4    | Tony Morrell      | Wielka Brytania   | 1:46,25 |       |
| 5    | Peter Braun       | RFN               | 1:48,53 |       |
| 6    | Luc Bernaert      | Belgia            | 1:49,06 |       |
| 7    | Martin Enholm     | Szwecja           | 1:49,17 |       |
| 8    | Johnny Gray       | Stany Zjednoczone | 1:49,50 |       |

### Półfinały
Rozegrano 2 biegi półfinałowe. Z każdego biegu trzech najlepszych zawodników awansowało do finału (Q). Skład finalistów uzupełniło dwóch najszybszych biegaczy spoza pierwszej trójki ze wszystkich biegów półfinałowych (q).

#### Bieg 1
| Poz. | Imię i nazwisko   | Narodowość      | Wynik   | Uwagi |
| ---- | ----------------- | --------------- | ------- | ----- |
| 1    | Tom McKean        | Wielka Brytania | 1:44,86 | Q     |
| 2    | José Luíz Barbosa | Brazylia        | 1:45,03 | Q     |
| 3    | Stephen Ole Marai | Kenia           | 1:45,09 | Q     |
| 4    | Faouzi Lahbi      | Maroko          | 1:45,19 | q     |
| 5    | Slobodan Popović  | Jugosławia      | 1:45,33 | q     |
| 6    | Władimir Graudyń  | ZSRR            | 1:45,36 |       |
| 7    | Moussa Fall       | Senegal         | 1:47,55 |       |
| 8    | Philippe Collard  | Francja         | 1:48,24 |       |

#### Bieg 2
| Poz. | Imię i nazwisko   | Narodowość        | Wynik   | Uwagi |
| ---- | ----------------- | ----------------- | ------- | ----- |
| 1    | Billy Konchellah  | Kenia             | 1:46,11 | Q     |
| 2    | Ryszard Ostrowski | Polska            | 1:46,22 | Q     |
| 3    | Peter Elliott     | Wielka Brytania   | 1:46,23 | Q     |
| 4    | Babacar Niang     | Senegal           | 1:46,23 |       |
| 5    | Dieudonné Kwizera | Burundi           | 1:46,26 |       |
| 6    | David Mack        | Stany Zjednoczone | 1:48,49 |       |
| 7    | Ari Suhonen       | Finlandia         | 1:48,85 |       |
| 8    | Álvaro Silva      | Portugalia        | 1:49,41 |       |

### Finał
| Poz. | Imię i nazwisko   | Narodowość      | Wynik   | Uwagi |
| ---- | ----------------- | --------------- | ------- | ----- |
| 1    | Billy Konchellah  | Kenia           | 1:43,06 | CR    |
| 2    | Peter Elliott     | Wielka Brytania | 1:43,41 |       |
| 3    | José Luíz Barbosa | Brazylia        | 1:43,76 |       |
| 4    | Ryszard Ostrowski | Polska          | 1:44,59 |       |
| 5    | Faouzi Lahbi      | Maroko          | 1:44,83 |       |
| 6    | Stephen Ole Marai | Kenia           | 1:44,84 |       |
| 7    | Slobodan Popović  | Jugosławia      | 1:45,07 |       |
| 8    | Tom McKean        | Wielka Brytania | 1:49,21 |       |